# Lamprophis fiskii
Lamprophis fiskii је гмизавац из реда Squamata и фамилије Colubridae.

## Угроженост
Ова врста се сматра рањивом у погледу угрожености врсте од изумирања.

## Распрострањење
Ареал врсте је ограничен на једну државу. 
Јужноафричка Република је једино познато природно станиште врсте.